# 聖アントニウスの誘惑の三連祭壇画
『聖アントニウスの誘惑の三連祭壇画』（せいアントニウスのゆうわくのさんれんさいだんが、葡: As Tentações de Santo Antão、英: Temptation of St. Anthony）は、初期フランドル派の画家ヒエロニムス・ボスが1501年頃に制作した三連祭壇画である。油彩。ヒエロニムス・ボスの代表的な作品の1つであり、主題は3世紀後半から4世紀初頭にかけて、古代エジプトの砂漠の教父の中で最も著名な人物の1人である聖アントニウスが耐えた精神的および霊的な苦痛の物語から取られている。聖アントニウスの誘惑は中世とルネサンスの芸術で人気のある主題であった。ボスの作品の多くと同様に三連祭壇画には多くの素晴らしい図像が含まれている。現在はリスボンの国立古美術館に所蔵されている。

## 作品
『聖アントニウスの誘惑』は油彩で描かれた3枚の木製パネルから成る三連祭壇画で、左右の2枚の外側のパネルは中央部分に付けられた蝶番で扉となっている。中央パネルのサイズは131.5 x 119 cm、両翼のサイズは131.5 x 53cmである。主題である聖アントニウスの物語の出典はピーテル・ファン・オズによってフランドルで普及したアレクサンドリアのアタナシオスの『聖アントニウスの生涯』と、ヤコブス・デ・ウォラギネの『黄金伝説』である。絵画は通常1490年から1500年の間に制作されたとされてきたが、年輪年代学の分析結果から1501年頃とされている。

### 両翼パネル

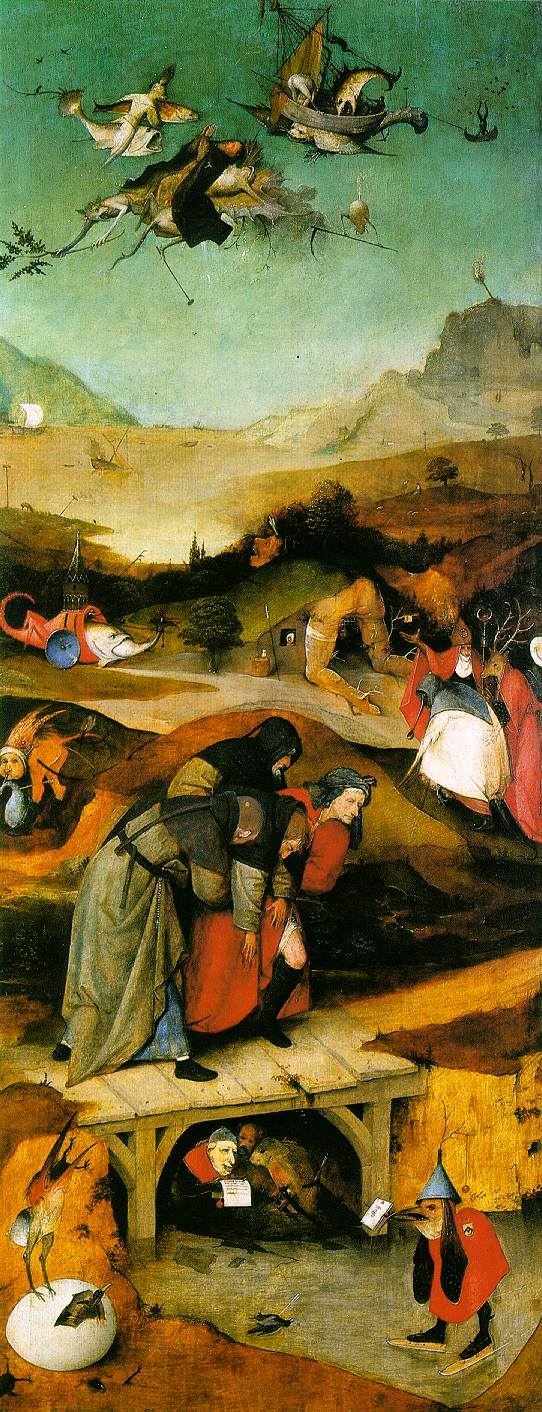
左翼パネル。

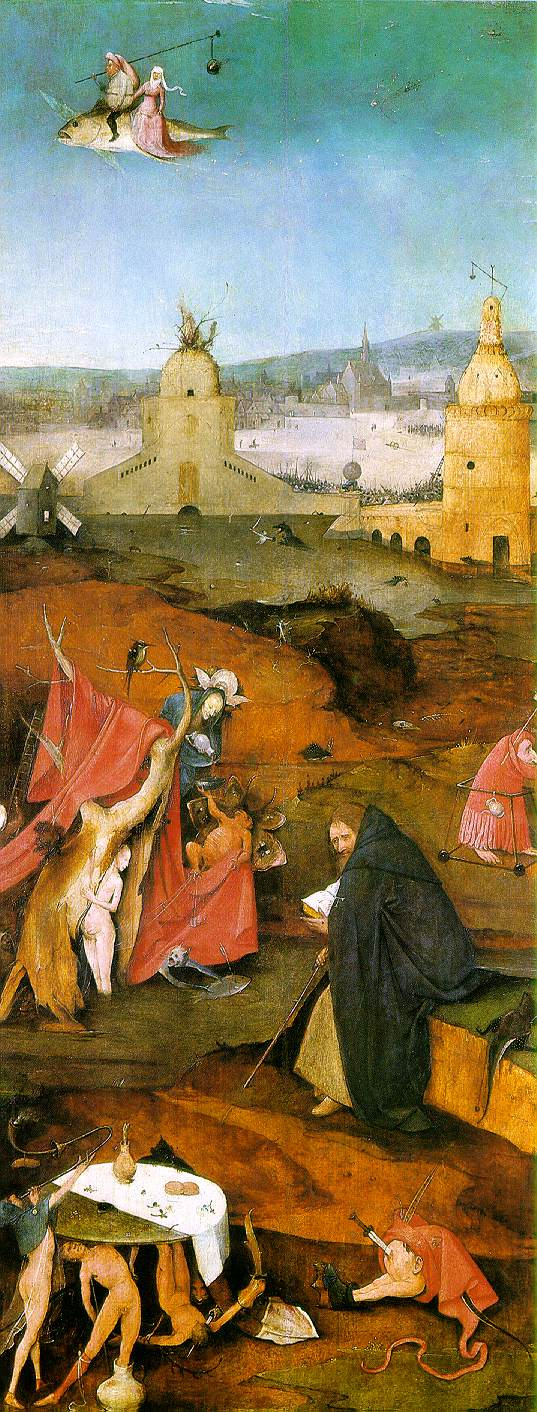
右翼パネル。

#### 左翼パネル
左のパネルは聖アントニウスの伝説的な飛行と墜落を描いている。空では聖人は多くの悪魔から攻撃を受けて打ち倒されている。下部では聖人の洞窟（または売春宿）があり、入口が洞窟の中に四つん這いで入る男の後ろ姿の形に削られている。神聖な祭服を着た悪魔と鹿に率いられて、不敬虔な行列が売春宿に向かう道を教えている。前景には疲れ果てた聖アントニウスがいて、墜落後、僧侶と平信徒に支えられている。後者は伝統的にボス自身とされてきた。凍った湖に架けられた橋の下には3人の人物がいる。そのうちの1人は僧侶であり、手紙を読んでいる。また湖には鳥の姿をした悪魔がスケート靴を履いて滑っている。そのくちばしには、「太った」と書かれたカルトゥーシュをくわえている。これは聖職売買のスキャンダルへの言及である可能性がある。

#### 右翼パネル
右翼パネルは聖アントニウスの観想を表している。伝説によると、空を飛ぶ魚に乗った2人の人物はサバトに参加するために悪魔から飛ぶ能力を手に入れた。中景には贅沢の象徴である裸の女性が描かれている。彼女はテントが掛けられた虚ろな木の幹の中から聖アントニウスをのぞき見ており、ヒキガエルは彼女のためにテントを開いたままにしている。彼女の魅力的な肢体は、画面右に描かれている聖人に提供されており、聖人は同時に鑑賞者を見ながら熟考している。聖人の右隣にいる赤いマントとかざぐるまを身に着けた小人は人間の無思慮の象徴である。最後の誘惑は前景に描かれている。裸の悪魔に支えられたテーブルの上にはパンと水差しが置かれており、テーブルの下では人間と悪魔が殺し合っているが、テーブルクロスで隠されて聖人からは見えない。テーブルを支える人間の1人が片足を瓶に突っ込んでいるのは性行為の暗示である。背景にはそびえ立つ街、風車、湖が描かれている。

### 中央パネル

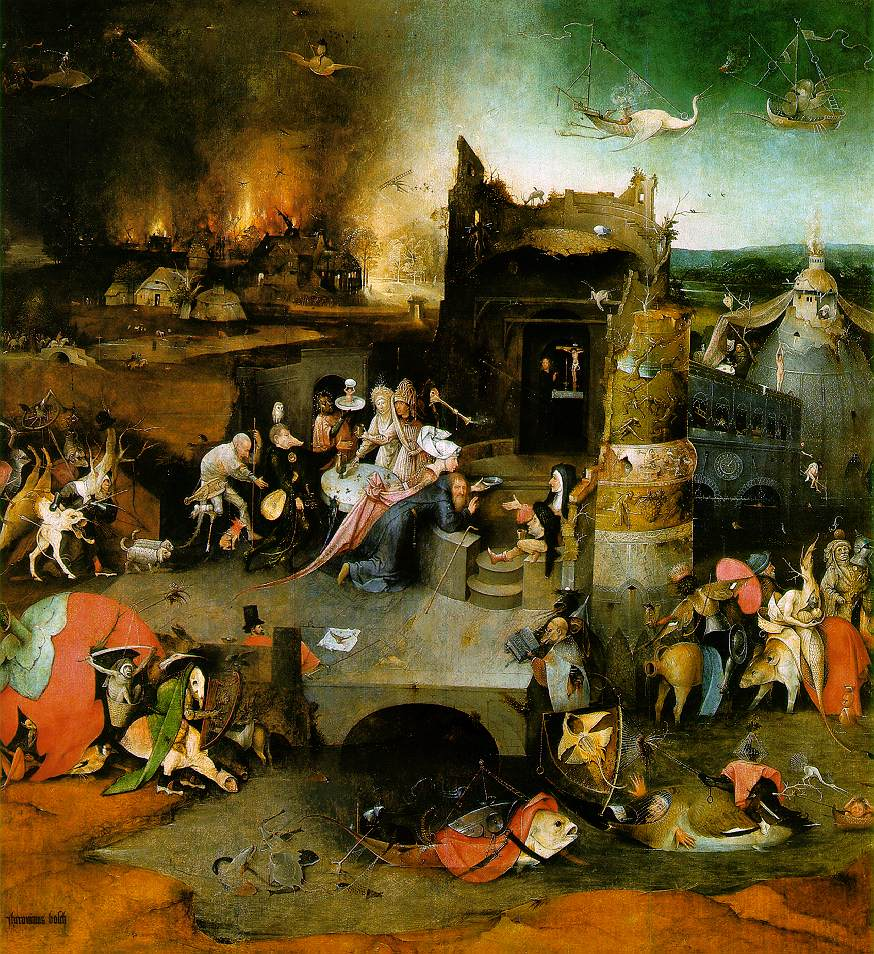
中央パネル。

中央パネルは誘惑を拒む聖人の能力に対するボスの人を惹きつける力を示しており、聖アントニウスの誘惑の場面を適切に描いている。中心に配置されているのは廃墟の塔の中の小さな室内で熟考する聖人である。聖人は祝福する手で指し示されており、彼のいる一室では小さなキリストが十字架を指しているように見える。聖人は左側の悪魔と巫女によって祝われた冒涜的な黒ミサに応えるため真の犠牲を提案するために熟考している。黒人の巫女は魔術と贅沢の象徴であるヒキガエルを乗せた器を持っている。ヒキガエルは両前脚で卵を持ち上げている。豚の顔を持つ黒服の異形の歌手は頭上に小さなフクロウ（異端の寓意）を乗せている。脚の不自由な男性は聖体拝領を受けようとしている。聖人はキリストの方向を指さしながら世界を見つめているが、絵画世界の誰も聖人の指さす方向を見ていない。
画面左端の中景の木の幹に似たヘルメットを被った女性を含む左側の悪魔のグループは、おそらく血なまぐさい暴力を象徴しており、一方の画面右端の水中のグループは、エジプトへの逃避または東方の三博士のいずれかの悪魔的なパロディである可能性がある。3番目の悪魔のグループは前景の大きな赤い果実を破って中から抜け出している。このグループにはハープを弾いたり、鶏に乗ったり、中央の魚船の周りを移動したりしている悪魔が含まれている。
上空では船の形をした鳥、トビウオ、翼のあるボートが飛行している。最後に、画面中央部分で赤マントをまとい頭に黒い帽子を被ったあご髭を生やした男性は、両翼と中央の画面全体を支配する幻視を作り出した魔法使いである可能性がある。

### 解釈
図像の多くはヒエロニムス・ボスの時代の麦角病およびその治療法と関連している。ライ麦などに寄生する麦角菌が作り出す麦角アルカロイドは麦角中毒を引き起こし、その症状の大きな特徴として肌が焼けるような灼熱感と幻覚に襲われることが挙げられる。また血管を収縮させ、症状が進行すると浮腫や細胞組織の壊死を引き起こし、最終的に壊疽にいたる。この「聖アントニウスの火」としても知られる麦角病は過去にしばしば深刻な流行を引き起こしてきたことが確認されており、その犠牲者の治療とケアを専門的に行っていたのが聖アントニウス会の修道士たちであった。中央パネルの画面中央には麦角病の直接的な描写とされる箇所がある。すなわち、帽子を被った男の前に四角い白い布が敷かれ、その上に切断された足が置かれている。これは明らかに麦角菌に冒された麦を食べることによって引き起こされた壊疽の悲しい兆候である。画面左上の背景には火の街が見えるが、これは麦角病と火に対して聖アントニウスによって与えられた伝統的な保護のシンボルである。同じくボスの『隠者の聖人』（Hermit Saints）にも同様のシンボルが現れている。また画面左端の大きな赤い果実はマンドレイクの実と解釈できる。マンドレイクの根は麦角病に対する保護としてしばしば使用され、そしてその実は麻酔薬として、重度の麦角病によって壊疽した身体の各部位を切除する際に使用された。しかし天然の麻酔薬は与えすぎると患者を殺す恐れがあり、麦角病の幻覚に加えて麻酔薬自体が幻覚を引き起こしたことは、果物を取り巻く登場人物たちの暴力的な性質に意味を与えている。魚とアザミの図像は錬金術と「熱い」病気に対抗するために用いられる他の「寒い」要素と関連している。

### 両扉

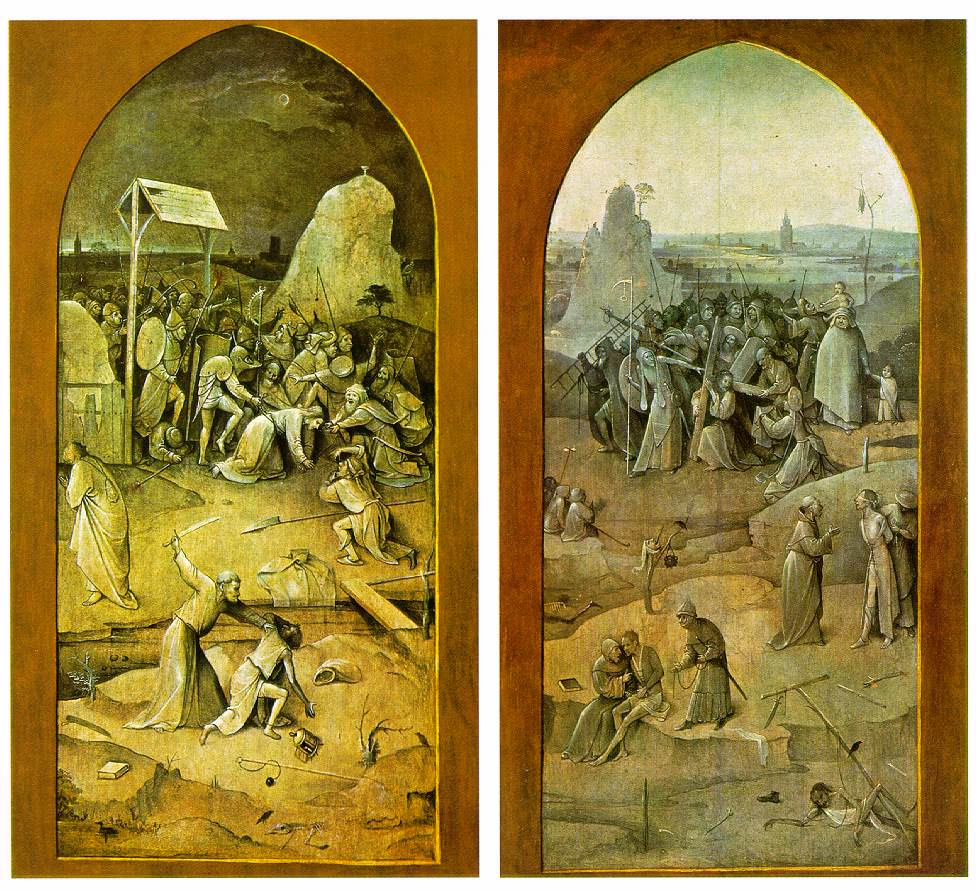
両翼を閉じた状態の祭壇画。扉にグリザイユでキリストの2つもエピソードが描かれている。

当時の他の同様のフランドルの作品と同様に両翼裏面の扉はグリザイユで宗教画が描かれている。伝統的に多くの教会では芸術作品が覆われ、翼のある祭壇画は復活祭の前の週に閉じられる。この三連祭壇画の扉の落ち着いた色合いと主題は四旬節のテーマと一致している。左側の扉には『キリストの捕縛』が描かれている。前景では聖ペテロが大祭司の召使であるマルクスの耳を切り、背景では兵士たちが倒れたキリストを囲んでいる。画面左側にはキスをした後に逃げるイスカリオテのユダが描かれている。右側の扉は背景に十字架を背負ったキリストが描かれている。前景では2人の泥棒が描いており、1人は罪の告白をしているが、もう1人は回心を拒んでいる。イエスの周りには群衆があり、十字架を支えるキレネのシモンや聖ヴェロニカなどの人物を見ることができる。

## 来歴
一部の美術史家によると、本作品は1574年にエル・エスコリアル修道院に送られたスペイン国王フェリペ2世の目録に記録された3点の『聖アントニウスの誘惑』の1つである可能性がある。1950年代から、三連祭壇画は1523年から1545年の間にポルトガルの人文主義者ダミアン・デ・ゴイスが購入した可能性が高いと、伝説として、考えられていたが、その作品は「一枚のパネル」であり、この作品ではない。実際、この絵画は1872年3月にスペインからリスボンの王宮のコレクションに送られてきたものである。1911年にマヌエル2世が現在の国立古美術館に寄贈した。

## 複製
ボスの多くの絵画同様に『聖アントニウスの誘惑』は多くの複製の主題となっている。三連祭壇画全体のボス工房による複製とされているものはブラッセル王立美術館にある。また没後の追随者による複製とされているものがベルリン絵画館にある。両翼の縮小コピーがプラド美術館にある。中央パネルの別のバージョンは複数あるが、ブラジルのサンパウロ美術館に1点、また別の複製をフィラデルフィア近くのバーンズ・コレクションが所有している。 かつてはオリジナルと信じられていたが、現在はペンシルベニア大学の美術史家ラリー・シルバー（Larry Silver）によって16世紀の複製であると識別されている。ボスの追随者による模倣作がオタワのカナダ国立美術館にある。

## ギャラリー

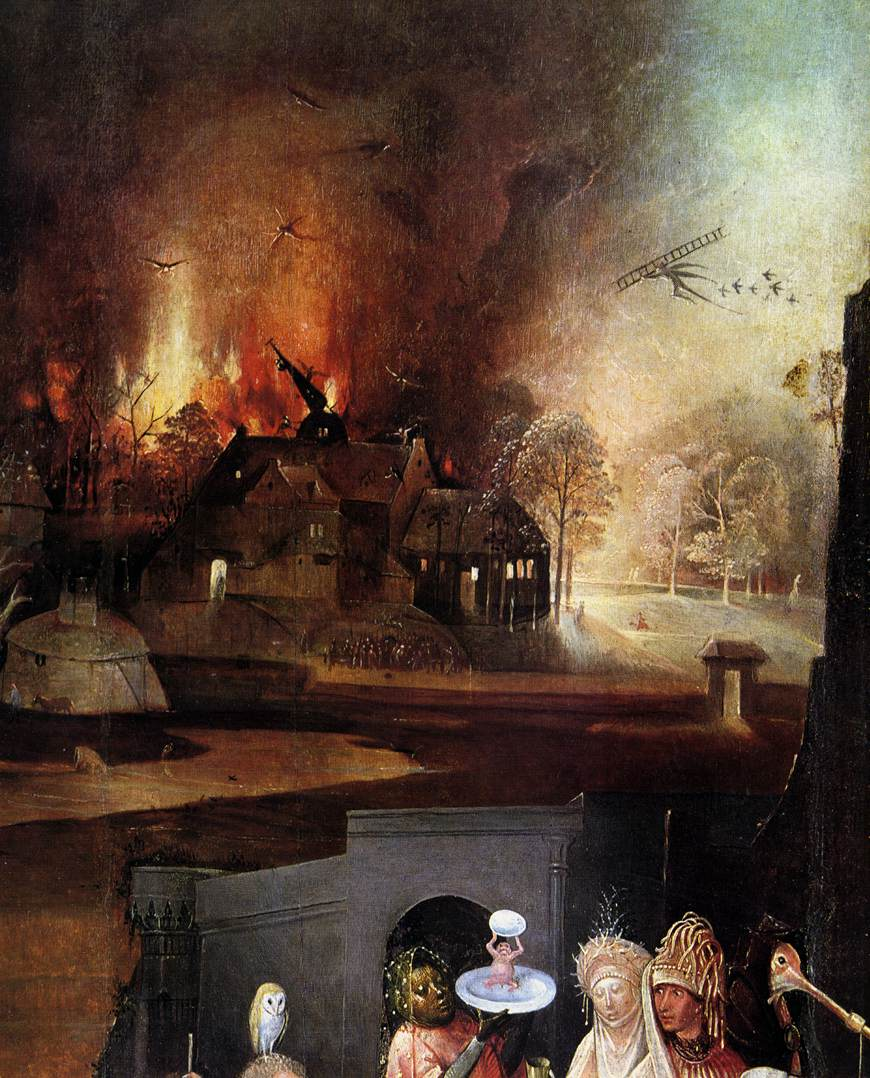
中央パネルのディテール。画面左上の火の街
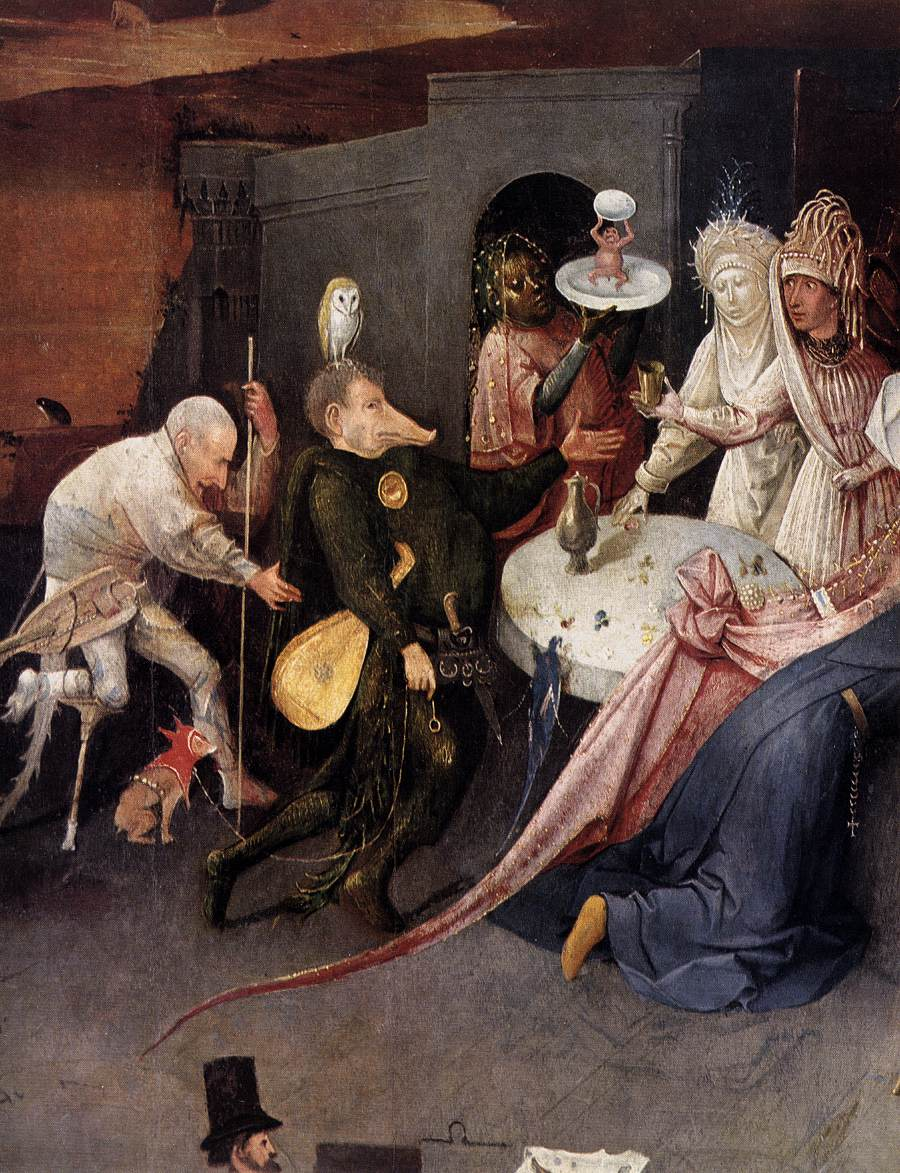
画面中央の黒ミサ
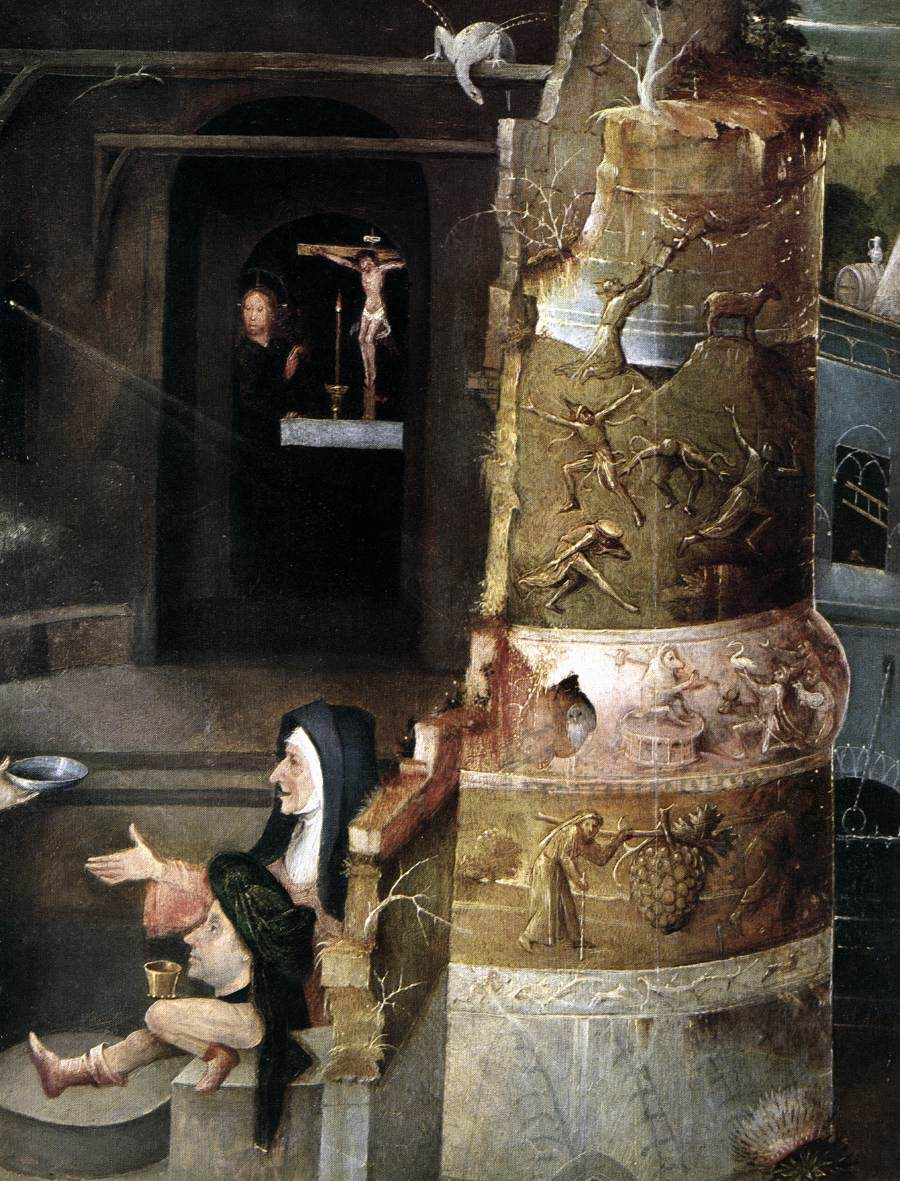
塔の外壁に刻まれた『旧約聖書』のエピソード
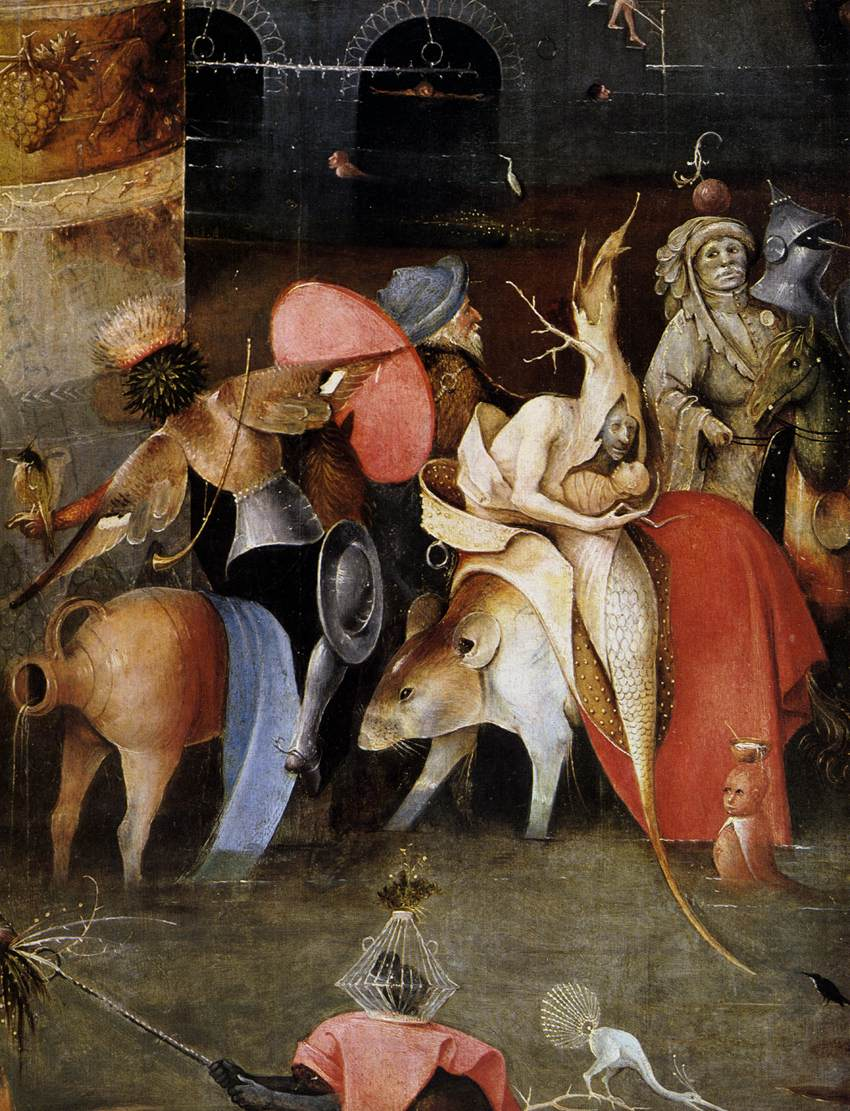
画面右の『新約聖書』の悪魔的パロディ
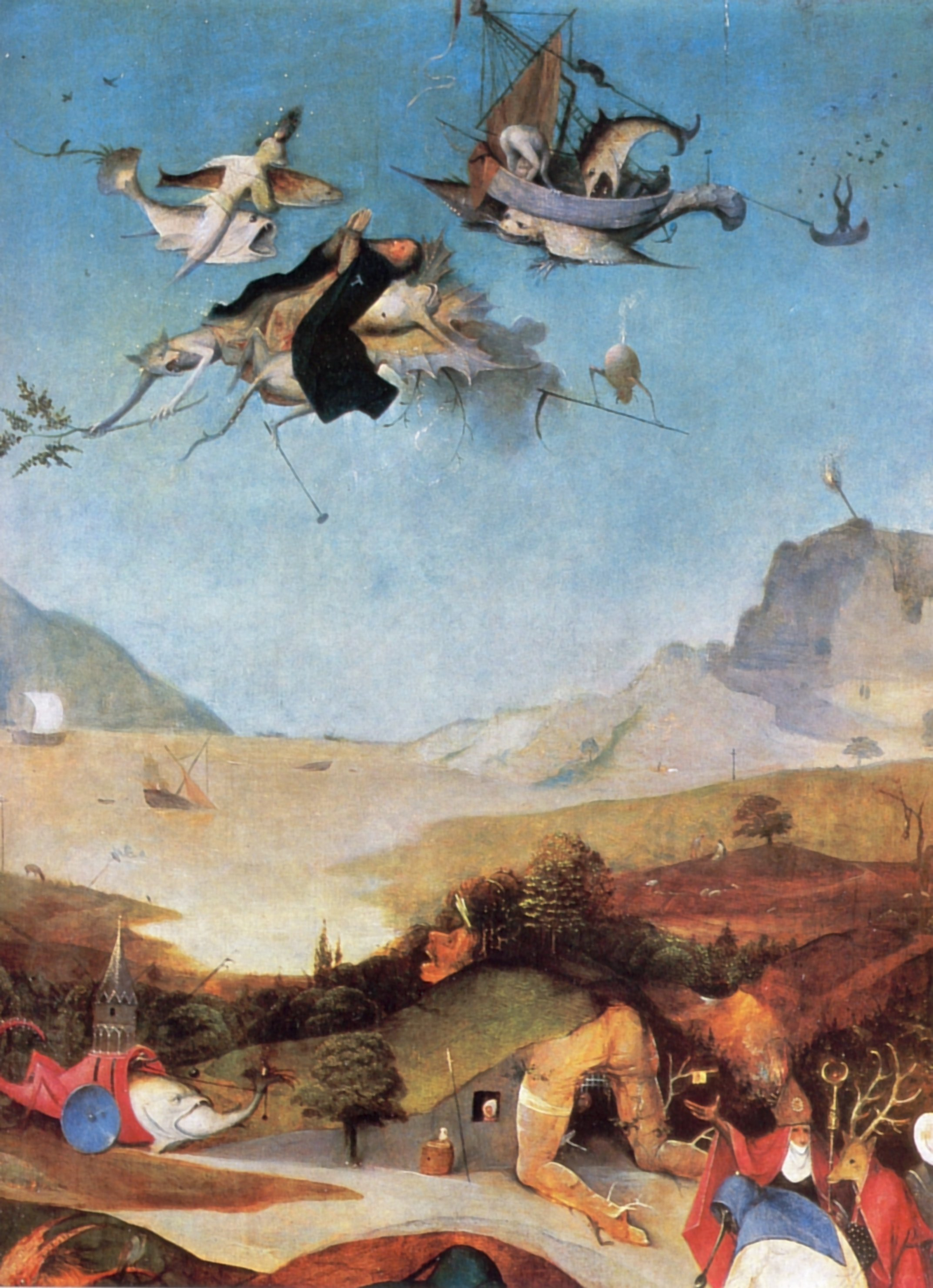
左翼パネルのディテール。悪魔によって空に運ばれた聖アントニウス
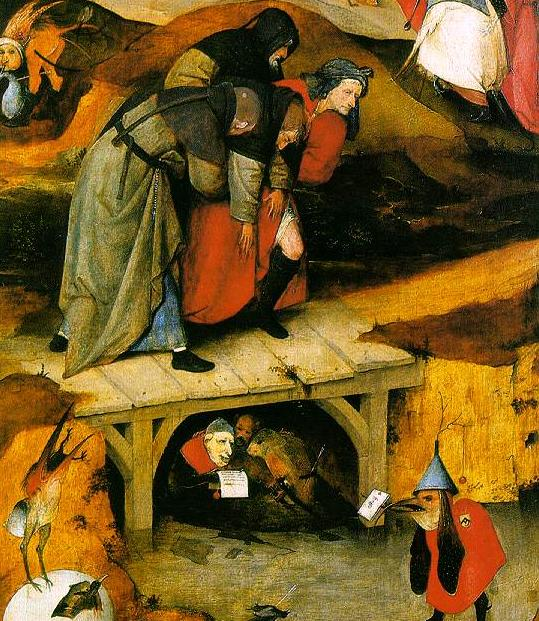
2人の僧侶と平信徒に支えられた聖アントニウス。凍った湖でスケートをする鳥の悪魔
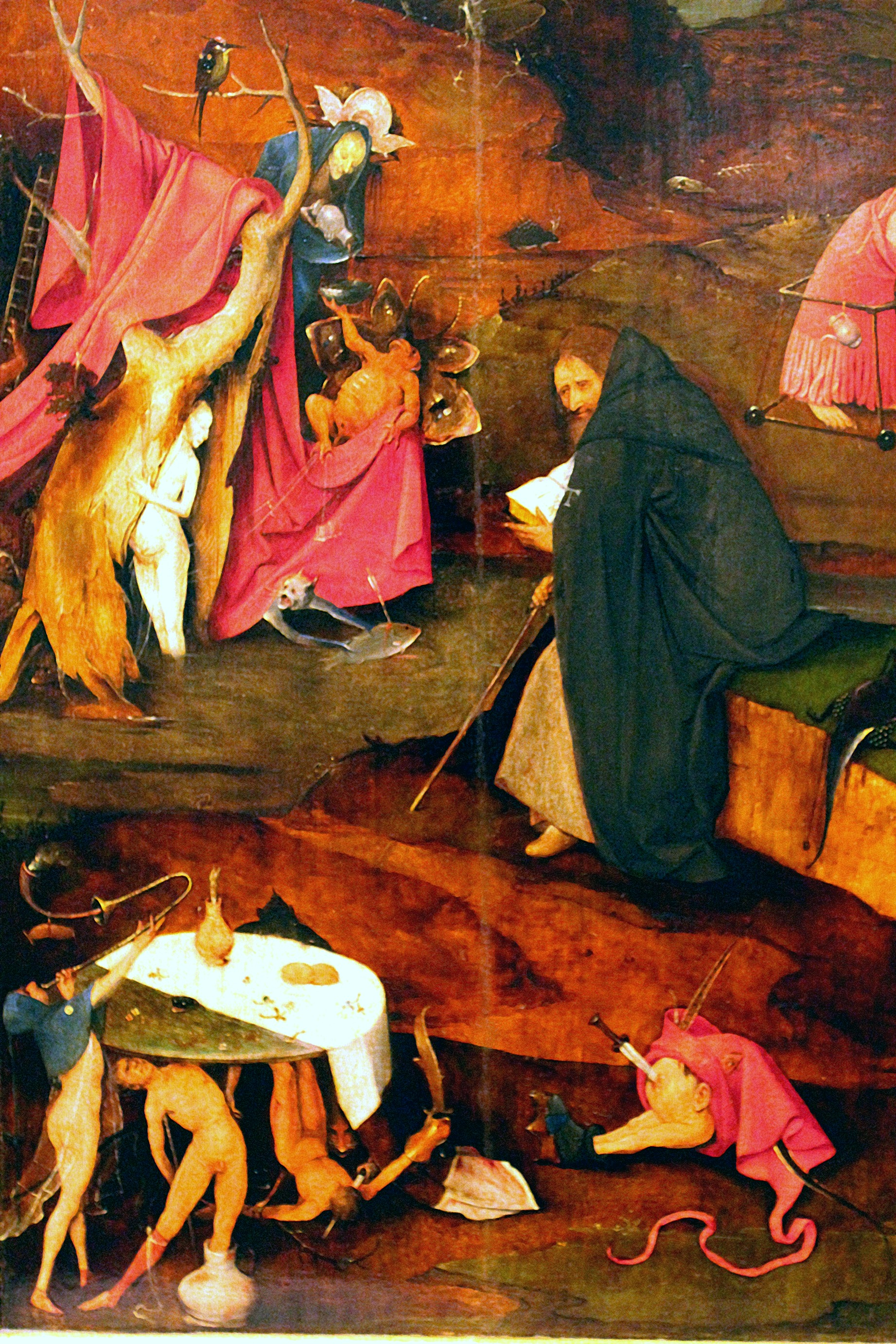
右翼パネルのディテール。聖人を誘惑する悪魔たち
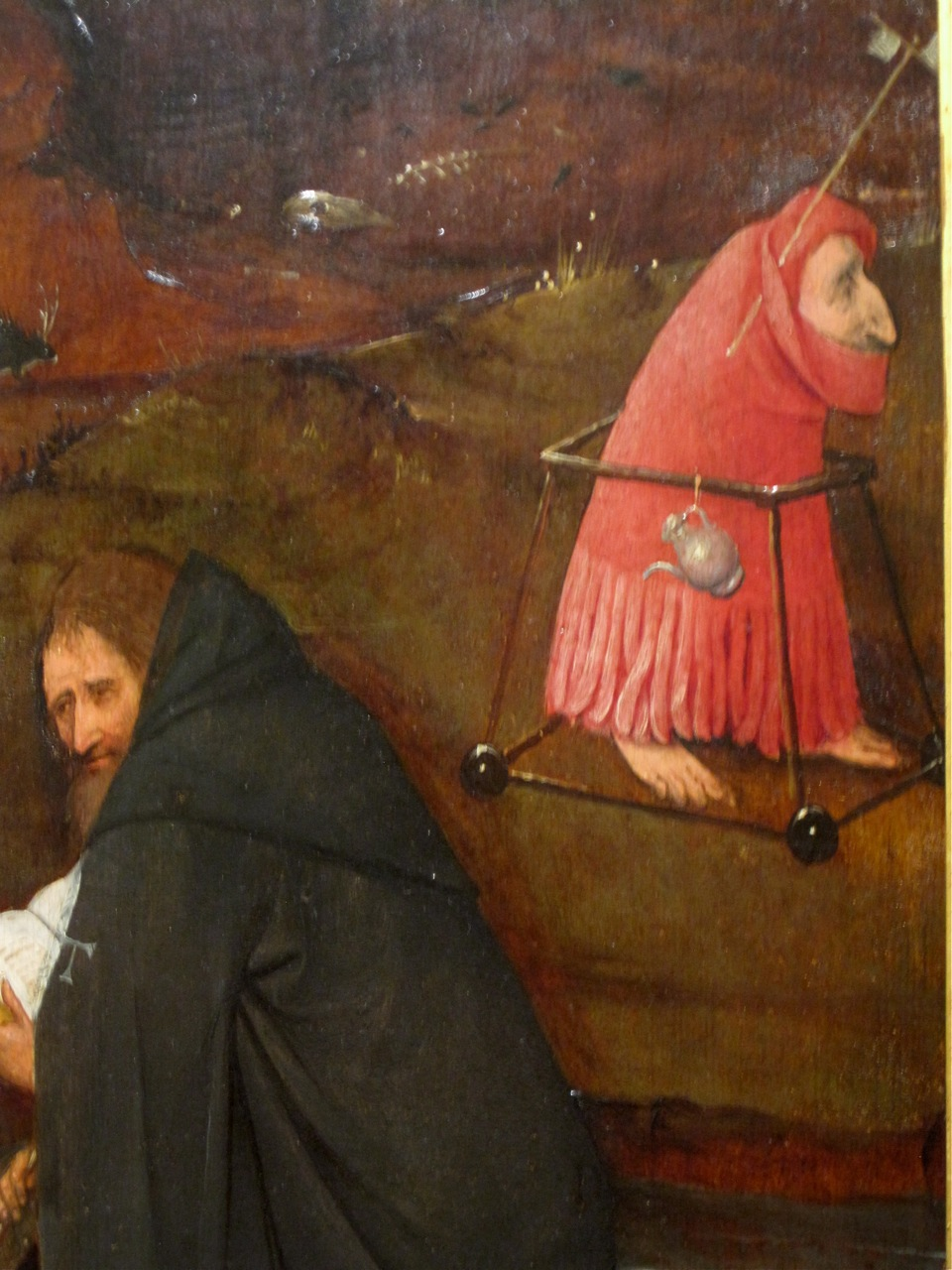
書を手に熟考する聖アントニウスと赤マントの小人